# Plan B (músico)
Benjamin Paul Ballance-Drew, conhecido como Plan B (Forest Gate, 22 de Outubro de 1983) é um rapper, compositor e actor inglês. Emergiu como artista de hip-hop lançado o seu aclamado álbum de estreia Who Needs Actions When You Got Words em 2006. O seu segundo disco de originais sucedeu-se em 2010 intitulado The Defamation of Strickland Banks com elementos soul, estreando na liderança da UK Albums Chart. É ainda actor, com papéis em Adulthood de 2008, Harry Brown de 2009 e 4.3.2.1 de 2010. 